# Jellystone
Jellystone (Jellystone!) è una serie televisiva animata statunitense del 2021, sviluppata da C. H. Greenblatt (già creatore di Chowder - Scuola di cucina e Harvey Beaks).
La serie è prodotta da Warner Bros. Animation e presenta versioni reinventate di vari personaggi di Hanna-Barbera. Viene pubblicata negli Stati Uniti su HBO Max dal 29 luglio 2021. In Italia viene trasmessa su Cartoon Network dal 29 novembre 2021.

## Trama
La serie è una rivisitazione in chiave moderna dei personaggi creati dallo studio Hanna-Barbera, mentre vivono, lavorano, giocano nella città di Jellystone, la quale viene spesso distrutta a causa di avvenimenti e imprevisti causati da loro stessi. Tra i personaggi, Braccobaldo Bau è il sindaco; l'Orso Yoghi, Bubu e Cindy lavorano all'ospedale cittadino; Papino è il guardiano del faro, iperprotettivo nei confronti di sua figlia Tatina; Jabberjaw e Lupina lavorano nella merceria di Magilla Gorilla; Top Cat e i gatti di Hoagy's Alley continuano con le loro attività di truffa; El Kabong (alter ego di Ernesto Sparalesto) svolge contemporaneamente il ruolo di insegnante e supereroe.

## Episodi
| Stagione         | Episodi | Pubblicazione USA | Prima TV Italia |
| ---------------- | ------- | ----------------- | --------------- |
| Prima stagione   | 21      | 2021              | 2021            |
| Seconda stagione | 19      | 2022              | 2022            |
| Terza stagione   | 37      | 2024-2025         | 2024-2025       |
| Corti            | 6       | 2021              | inediti         |